# Keiko Ikedaová
Keiko Ikedaová (rozená Tanakaová, japonsky 田中-池田 敬子, 11. listopadu 1933 Mihara – 13. května 2023 Kawasaki) byla japonská reprezentantka ve sportovní gymnastice.
Na mistrovství světa ve sportovní gymnastice 1954 v Římě zvítězila ve cvičení na kladině a stala se tak první asijskou mistryní světa v gymnastice. Na Letních olympijských hrách 1956 byla čtvrtá v prostných a šestá v soutěži družstev. Na mistrovství světa ve sportovní gymnastice 1958 skončila třetí na kladině a v prostných. Na Letních olympijských hrách 1960 obsadila čtvrté místo v soutěži družstev, páté na kladině a šesté v individuálním víceboji. Na Mistrovství světa ve sportovní gymnastice 1962 získala bronzovou medaili za cvičení na kladině i jako členka japonského družstva. Na domácích Letních olympijských hrách 1964 přispěla k bronzové medaili japonského družstva a ve víceboji skončila na šestém místě. Na mistrovství světa ve sportovní gymnastice 1966 byla druhá na bradlech a třetí ve víceboji jednotlivkyň i v soutěži družstev.
Po ukončení kariéry vyučovala na Japonské univerzitě sportovní vědy a vedla Japonskou gymnastickou asociaci. V roce 2002 byla uvedena do Mezinárodní gymnastické síně slávy.